# Caroline Brunet
Caroline Brunet (Ciutat de Quebec, Quebec, 20 de març de 1969) és una piragüista quebequesa, ja retirada, guanyadora de tres medalles olímpiques.

## Carrera esportiva
Va participar, als 19 anys, en els Jocs Olímpics d'Estiu de 1988 celebrats a Seül (Corea del Sud), on finalitzà cinquena en la final de consolació en la prova femenina del K-1 500 metresi quarta en la final de consolació del K-4 500 metres. En els Jocs Olímpics d'Estiu de 1992 celebrats a Barcelona (Espanya) finalitzà sisena en la prova de K-4 500 metresi setena en el K-1 500 metres. En els Jocs Olímpics d'Estiu de 1996 realitzats a Atlanta (Estats Units) únicament participà en la prova del K-1 500 metres, on aconseguí guanyar la medalla de plata. En els Jocs Olímpics d'Estiu de 2000 realitzats a Sydney (Austràlia) revalidà la seva medalla de plata en el K-1 500 metresi finalitzà cinquena en el K-2 500 metres. En els Jocs Olímpics d'Estiu de 2004 realitzats a Atenes (Grècia), la seva última participació olímpica, guanyà la medalla de bronze en el K-1 500 metres i finalitzà setena en el K-2 500 metres.
Al llarg de la seva carrera ha guanyat 21 medalles en el Campionat del Món de piragüisme, 10 medalles d'or, set medalles de plata i quatre medalles de bronze.